# Awkward
Awkward. est une série télévisée américaine en 89 épisodes d'environ 22 minutes créée par Lauren Iungerich et diffusée entre le 19 juillet 2011 et le 24 mai 2016 sur MTV et au Canada sur MuchMusic, puis sur MTV Canada.
En France, elle est diffusée depuis le 5 février 2012 sur MTV France et depuis le 28 septembre 2013 sur D17 ; au Québec, depuis le 28 août 2014 sur VRAK en linéaire puis en streaming depuis 2024 sur MTV Québec.

## Synopsis
Jenna Hamilton, une jeune fille de 15 ans, gagne une certaine notoriété à la suite d'un quiproquo. Elle devient pour ses camarades de classe la fille qui a tenté de mettre fin à ses jours, alors qu’il s’agissait d’un regrettable accident. Doutes, déceptions amoureuses et remise en question rythment sa vie de jeune fille. À travers la série, nous suivrons la vie de cette jeune fille du lycée à la maison.

## Distribution

### Acteurs principaux
- Ashley Rickards (VFB : Alice Ley) : Jenna Hamilton
- Beau Mirchoff (VFB : Nicolas Matthys) : Matty McKibben
- Brett Davern (VFB : Grégory Praet) : Jake Rosati
- Molly Tarlov (VFB : Mélissa Windal) : Sadie Saxton
- Jillian Rose Reed (VFB : Julie Basecqz) : Tamara Kaplan
- Jessica Lu (en) (VFB : Jennifer Barré) : Ming Huang, amie de Jenna (saison 3, auparavant récurrente)
- Nikki Deloach (VFB : Nathalie Stas) : Lacey Hamilton
- Desi Lydic (VFB : Véronique Biefnot) : Valerie Marks
- Greer Grammer (VFB : Laëtitia Liénart) : Lissa (saison 3, auparavant récurrente)[6]

### Acteurs récurrents
- Mike Faiola (VFB : Laurent Vernin) : Kevin Hamilton, père de Jenna
- Matthew Fahey (VFB : Steve Driesen) : Ricky Schwartz
- Jessika Van : Becca, la leader des asiatiques du campus
- Joey Haro : Clark Stevenson
- Wesam Keesh : Kyle, le stalker
- Barret Swatek (en) : « Tante » Ally
- Anthony Michael Hall : M. Hart (saison 3)
- Nolan Gerard Funk (VFB : Philippe Allard) : Collin Jennings (saison 3)
- Niko Pepaj (VFB : Valéry Bendjilali) : Sergio (saison 4)
- Evan Williams (VFB : Alexis Flamant) : Luke (saisons 4 et 5)
- Monty Geer : Cole (saisons 4 et 5)
- Evan Crooks : Theo (saisons 4 et 5)
- Justin Prentice : Patrick (saison 5)

## Épisodes
| Saison | Saison | Épisodes | États-Unis      | États-Unis        | France            | France         |
| Saison | Saison | Épisodes | Début           | Fin               | Début             | Fin            |
| ------ | ------ | -------- | --------------- | ----------------- | ----------------- | -------------- |
|        | 1      | 12       | 19 juillet 2011 | 27 septembre 2011 | 5 février 2012    | 11 mars 2012   |
|        | 2      | 12       | 28 juin 2012    | 20 septembre 2012 | 1er décembre 2012 | 5 janvier 2013 |
|        | 3      | 20       | 16 octobre 2013 | 17 décembre 2013  | 28 septembre 2013 | 8 mars 2014    |
|        | 4      | 21       | 15 avril 2014   | 25 novembre 2014  | 10 mai 2014       | 14 mars 2015   |
|        | 5      | 24       | 31 août 2015    | 24 mai 2016       | 20 janvier 2016   | 24 mai 2016    |

### Première saison (2011)
| №  | #  | Titre français           | Titre original                                 | Diffusions française | Diffusions originale | Code prod. |
| -- | -- | ------------------------ | ---------------------------------------------- | -------------------- | -------------------- | ---------- |
| 1  | 1  | Cette fille-là           | Pilot                                          | 5 février 2012       | 19 juillet 2011      | 101        |
| 2  | 2  | La Photo qui tue         | Knocker Nightmare                              | 5 février 2012       | 26 juillet 2011      | 102        |
| 3  | 3  | Matty et moi             | The Way We Weren't                             | 12 février 2012      | 2 août 2011          | 103        |
| 4  | 4  | Conjonctivite            | The Scarlet Eye                                | 5 février 2012       | 9 août 2011          | 104        |
| 5  | 5  | Apparences trompeuses    | Jenna Lives                                    | 19 février 2012      | 16 août 2011         | 105        |
| 6  | 6  | Jeux de pouvoir          | Queen Bee-atches                               | 19 février 2012      | 23 août 2011         | 106        |
| 7  | 7  | Stacey la morte          | Over My Dead Body                              | 26 février 2012      | 30 août 2011         | 107        |
| 8  | 8  | La Beuverie d'Ally       | The Adventures of Aunt Ally and the Lil' Bitch | 26 février 2012      | 6 septembre 2011     | 108        |
| 9  | 9  | Seize bougies pour Jenna | My Super Bittersweet Sixteen                   | 4 mars 2012          | 13 septembre 2011    | 109        |
| 10 | 10 | Pas de doute             | No Doubt                                       | 4 mars 2012          | 20 septembre 2011    | 110        |
| 11 | 11 | Coup du sort             | I Am Jenna Hamilton                            | 11 mars 2012         | 27 septembre 2011    | 111        |
| 12 | 12 | Un choix décisif         | Fateful                                        | 11 mars 2012         | 27 septembre 2011    | 112        |

### Deuxième saison (2012)
Le 15 août 2011, MTV a renouvelé la série pour une deuxième saison de douze épisodes diffusés depuis le 28 juin 2012.
| №  | #  | Titre français                      | Titre original                    | Diffusions française | Diffusions originale | Code prod. |
| -- | -- | ----------------------------------- | --------------------------------- | -------------------- | -------------------- | ---------- |
| 13 | 1  | Résolutions                         | Resolutions                       | 1er décembre 2012    | 28 juin 2012         | 201        |
| 14 | 2  | Secrets, mensonges et vidéo         | Sex, Lies and the Sanctuary       | 1er décembre 2012    | 5 juillet 2012       | 202        |
| 15 | 3  | Ménage à trois                      | Three's a Crowd                   | 8 décembre 2012      | 12 juillet 2012      | 203        |
| 16 | 4  | Dieu? C'est Jenna !                 | Are You There God? It's Me, Jenna | 8 décembre 2012      | 19 juillet 2012      | 204        |
| 17 | 5  | Mon amour est un cœur brisé         | My Love Is a Black Heart          | 15 décembre 2012     | 26 juillet 2012      | 205        |
| 18 | 6  | D'abord le sexe ou les sentiments ? | What Comes First: Sex or Love?    | 15 décembre 2012     | 2 août 2012          | 206        |
| 19 | 7  | Qui va mordre la poussière ?        | Another One Bites the Dust        | 22 décembre 2012     | 9 août 2012          | 207        |
| 20 | 8  | Une question de timing              | Time After Time                   | 22 décembre 2012     | 16 août 2012         | 208        |
| 21 | 9  | La Reine du désastre                | Homewrecker Hamilton              | 29 décembre 2012     | 23 août 2012         | 209        |
| 22 | 10 | Choisis-moi                         | Pick Me, Choose Me, Love Me       | 29 décembre 2012     | 30 août 2012         | 210        |
| 23 | 11 | Il était une fois un blog           | Once Upon A Blog                  | 5 janvier 2013       | 13 septembre 2012    | 211        |
| 24 | 12 | Le Revers de la médaille            | The Other Shoe                    | 5 janvier 2013       | 20 septembre 2012    | 212        |

### Troisième saison (2013)
Le 25 juillet 2012, MTV a annoncé le renouvellement de la série pour une troisième saison de 20 épisodes diffusée en deux parties. La première à partir du 16 avril 2013 et la suite en octobre 2013.
| №  | #  | Titre français                               | Titre original                    | Diffusions française | Diffusions originale | Code prod. |
| -- | -- | -------------------------------------------- | --------------------------------- | -------------------- | -------------------- | ---------- |
| 25 | 1  | Retrouvailles                                | Cha-cha-cha-changes               | 28 septembre 2013    | 16 avril 2013        | 301        |
| 26 | 2  | Culpabilité                                  | Responsibly Irresponsible         | 5 octobre 2013       | 16 avril 2013        | 302        |
| 27 | 3  | Rencard                                      | A Little Less Conversation        | 12 octobre 2013      | 23 avril 2013        | 303        |
| 28 | 4  | La Boulette                                  | Let's Talk About Sex              | 19 octobre 2013      | 30 avril 2013        | 304        |
| 29 | 5  | Besoin d'intimité                            | Indecent Exposure                 | 26 octobre 2013      | 7 mai 2013           | 305        |
| 30 | 6  | La fille qui a voulu se suicider             | That Girl' Strikes Again          | 2 novembre 2013      | 14 mai 2013          | 306        |
| 31 | 7  | Excès de culpabilité                         | Guilt Trippin                     | 9 novembre 2013      | 21 mai 2013          | 307        |
| 32 | 8  | Histoire dérangeante                         | Rubbed Raw and Reeling            | 16 novembre 2013     | 28 mai 2013          | 308        |
| 33 | 9  | Reality Check                                | Reality Check                     | 23 novembre 2013     | 4 juin 2013          | 309        |
| 34 | 10 | Fausse alerte                                | Redefining Jenna                  | 30 novembre 2013     | 11 juin 2013         | 310        |
| 35 | 11 | Surprise !                                   | Surprise !                        | 11 janvier 2014      | 22 octobre 2013      | 311        |
| 36 | 12 | L'Enquête                                    | And Then What Happened            | 11 janvier 2014      | 29 octobre 2013      | 312        |
| 37 | 13 | Le Barbecue                                  | Taking Sides                      | 18 janvier 2014      | 5 novembre 2013      | 313        |
| 38 | 14 | La Morale                                    | The Bad Seed                      | 25 janvier 2014      | 12 novembre 2013     | 314        |
| 39 | 15 | Jenny ou Jenna ?                             | A Very Special Episode of Awkward | 1er février 2014     | 19 novembre 2013     | 315        |
| 40 | 16 | Soirée en boite                              | Less Than Hero                    | 8 février 2014       | 19 novembre 2013     | 316        |
| 41 | 17 | Jenna renoue avec Matty et règle ses comptes | The Campaign Fail                 | 15 février 2014      | 26 novembre 2013     | 317        |
| 42 | 18 | La Soirée chez Matty                         | Old Jenna                         | 22 février 2014      | 3 décembre 2013      | 318        |
| 43 | 19 | Le Bal de fin d’année                        | Karmic Relief                     | 1er mars 2014        | 10 décembre 2013     | 319        |
| 44 | 20 | Qui je veux être                             | Who I Want to Be                  | 8 mars 2014          | 17 décembre 2013     | 320        |

### Quatrième saison (2014)
Le 5 août 2013, la chaîne MTV a renouvelé la série pour une quatrième saison de vingt épisodes diffusée depuis le 15 avril 2014. Après une pause estivale, elle reprend le 23 septembre 2014.
| №  | #  | Titre français                     | Titre original          | Diffusions française | Diffusions originale | Code prod. |
| -- | -- | ---------------------------------- | ----------------------- | -------------------- | -------------------- | ---------- |
| 45 | 1  | Les Prémices d'une dernière année  | No Woman is an Island   | 10 mai 2014          | 15 avril 2014        | 401        |
| 46 | 2  | Écoute et compréhension            | Listen to This          | 17 mai 2014          | 22 avril 2014        | 402        |
| 47 | 3  | L’Angel du bonheur                 | Touched by an Angel     | 24 mai 2014          | 29 avril 2014        | 403        |
| 48 | 4  | La Semaine des Challenges          | Sophomore Sluts         | 31 mai 2014          | 6 mai 2014           | 404        |
| 49 | 5  | Une nuit à la fac                  | Overnight               | 7 juin 2014          | 13 mai 2014          | 405        |
| 50 | 6  | Monsieur Palos Hills               | Crowning Moments        | 14 juin 2014         | 20 mai 2014          | 406        |
| 51 | 7  | Aux heures sombres de la nuit      | After Hours             | 21 juin 2014         | 27 mai 2014          | 407        |
| 52 | 8  | Le Prison Break de Jake et Matty   | Prison Breaks           | 28 juin 2014         | 3 juin 2014          | 408        |
| 53 | 9  | Candidatures pour une nouvelle vie | My Personal Statement   | 5 juillet 2014       | 10 juin 2014         | 409        |
| 54 | 10 | Mensonges d'hiver                  | Snow Job                | 12 juillet 2014      | 17 juin 2014         | 410        |
| 55 | 11 | Mensonges d'hiver                  | Snow Job                | 19 juillet 2014      | 17 juin 2014         | 411        |
| 56 | 12 | Soucis                             | Finals                  | 17 janvier 2015      | 23 septembre 2014    | 412        |
| 57 | 13 | Bonne année                        | Auld Lang Party         | 17 janvier 2015      | 30 septembre 2014    | 413        |
| 58 | 14 | L'Université                       | Welcome to Hel          | 24 janvier 2015      | 7 octobre 2014       | 414        |
| 59 | 15 | Le Bûcher des Vanités              | Bonfire of the Vanities | 31 janvier 2015      | 14 octobre 2014      | 415        |
| 60 | 16 | Révélations                        | Hashtag Drama           | 7 février 2015       | 21 octobre 2014      | 416        |
| 61 | 17 | Saint Valentin                     | The New Sex Deal        | 14 février 2015      | 28 octobre 2014      | 417        |
| 62 | 18 | Matty fête ses 18 ans              | Girl Rules              | 21 février 2015      | 4 novembre 2014      | 418        |
| 63 | 19 | Éviter les difficultés             | Over The Hump           | 28 février 2015      | 11 novembre 2014     | 419        |
| 64 | 20 | Avis de tempête au Paradis         | Sprang Break            | 7 mars 2015          | 18 novembre 2014     | 420        |
| 65 | 21 | Avis de tempête au Paradis         | Sprang Break            | 14 mars 2015         | 25 novembre 2014     | 421        |

### Cinquième saison (2015-2016)
Le 8 octobre 2014, MTV a officiellement renouvelé la série pour une cinquième et dernière saison, diffusée depuis le 31 août 2015.
| №  | #  | Titre français                         | Titre original                                      | Diffusions française | Diffusions originale | Code prod. |
| -- | -- | -------------------------------------- | --------------------------------------------------- | -------------------- | -------------------- | ---------- |
| 66 | 1  | Le Canular                             | Prank Amateurs                                      | 20 janvier 2016      | 31 août 2015         | 501        |
| 67 | 2  | Le Court-circuit                       | Short Circuit Party                                 | 20 janvier 2016      | 7 septembre 2015     | 502        |
| 68 | 3  | Jenna au pays des merveilles           | Jenna in Wonderland                                 | 27 janvier 2016      | 14 septembre 2015    | 503        |
| 69 | 4  | La Déprime                             | Now You See Me, Now I Don't                         | 27 janvier 2016      | 21 septembre 2015    | 504        |
| 70 | 5  | Les Fausses Fiançailles                | The Dis-Engagement Dinner                           | 3 février 2016       | 28 septembre 2015    | 505        |
| 71 | 6  | Le Rêve de Jenna                       | Don't Dream It's Over                               | 3 février 2016       | 5 octobre 2015       | 506        |
| 72 | 7  | La Révélation                          | The Big Reveal                                      | 10 février 2016      | 12 octobre 2015      | 507        |
| 73 | 8  | Une proposition indécente              | An Indecent Promposal                               | 10 février 2016      | 19 octobre 2015      | 508        |
| 74 | 9  | Dis non à la robe                      | Say No to the Dress                                 | 17 février 2016      | 26 octobre 2015      | 509        |
| 75 | 10 | Le Bal de promo                        | Reality Does Not Bite                               | 17 février 2016      | 2 novembre 2015      | 510        |
| 76 | 11 | La Remise des diplômes                 | The Graduates                                       | 24 février 2016      | 9 novembre 2015      | 511        |
| 77 | 12 | La Soirée d'adieu                      | Holding On and Letting Go                           | 24 février 2016      | 9 novembre 2015      | 512        |
| 78 | 13 | Je me suis trouvée à la fac            | I'm the Kind of Girl Who Found Her Voice in College | 15 mars 2016         | 15 mars 2016         | 513        |
| 79 | 14 | Mais que s'est-il passé l'an dernier ? | WTF Happened Last Year?                             | 22 mars 2016         | 22 mars 2016         | 514        |
| 80 | 15 | Cercles d'amis                         | The Friend Connection                               | 29 mars 2016         | 29 mars 2016         | 515        |
| 81 | 16 | Une amitié en danger                   | Best Friends For Never                              | 5 avril 2016         | 5 avril 2016         | 516        |
| 82 | 17 | Feu d'artifice                         | Firework                                            | 13 avril 2016        | 12 avril 2016        | 517        |
| 83 | 18 | Introspection                          | Digging Deep                                        | 19 avril 2016        | 19 avril 2016        | 518        |
| 84 | 19 | Rencontre avec le succès               | Girls Gone Viral                                    | 26 avril 2016        | 26 avril 2016        | 519        |
| 85 | 20 | Dur, dur d'être babysitter             | Misadventures in Babysitting                        | 3 mai 2016           | 3 mai 2016           | 520        |
| 86 | 21 | Vivre dans le pêché                    | Living in Sin                                       | 10 mai 2016          | 10 mai 2016          | 521        |
| 87 | 22 | Retour aux sources                     | Home Again, Home Again                              | 17 mai 2016          | 17 mai 2016          | 522        |
| 88 | 23 | Deuxièmes chances                      | Second Chances                                      | 24 mai 2016          | 24 mai 2016          | 523        |
| 89 | 24 | Sentiers tracés                        | Happy Campers. Happier Trails                       | 24 mai 2016          | 24 mai 2016          | 524        |

## Audiences

### Aux États-Unis
| Saison | Saison | Épisodes | Lancement       | Lancement              | Fin de saison     | Fin de saison          | Moyenne   |
| Saison | Saison | Épisodes | Date            | Nb. de téléspectateurs | Date              | Nb. de téléspectateurs | Moyenne   |
| ------ | ------ | -------- | --------------- | ---------------------- | ----------------- | ---------------------- | --------- |
|        | 1      | 12       | 19 juillet 2011 | 1 720 000              | 27 septembre 2011 | 2 240 000              | 2 000 000 |
|        | 2      | 12       | 28 juin 2012    | 2 150 000              | 20 septembre 2012 | 2 170 000              | 1 900 000 |
|        | 3      | 20       | 16 avril 2013   | 2 140 000              | 17 décembre 2013  | 1 310 000              | 1 300 000 |
|        | 4      | 21       | 15 avril 2014   | 1 630 000              | 25 novembre 2014  | 1 040 000              | 1 100 000 |
|        | 5      | 24       | 31 août 2015    | 1 287 000              | 24 mai 2016       | 382 000                | 600 000   |

La première saison a été plutôt bien accueillie par la critique pour sa crédibilité et son scénario, mais également pour son personnage principal. Elle a intégré le top 10 de plusieurs critiques. La série a également été nommée plusieurs fois, et a remporté un « Teen Choice Award » et un « People’s Choice Award ».

## Commentaires
- Le New York Times l’a élue « meilleure série ado de l’année » 2011[18].
- En amont de sa diffusion en France sur MTV France, le pilote de la série était disponible sur le site Allociné. Près de 250 000 visionnages ont été enregistrés en l’espace de 8 jours[18].

## DVD
La saison 1 est sortie en DVD Zone 1 le 14 novembre 2011, en DVD Zone 2 le 4 octobre 2012 et en DVD Zone 4 le 17 octobre 2012. Le coffret double DVD contient les douze épisodes de la saison et des bonus incluant des « webisodes », des scènes hors caméra, une garde-robe et des interviews du casting.